# Bania w Jarmucie

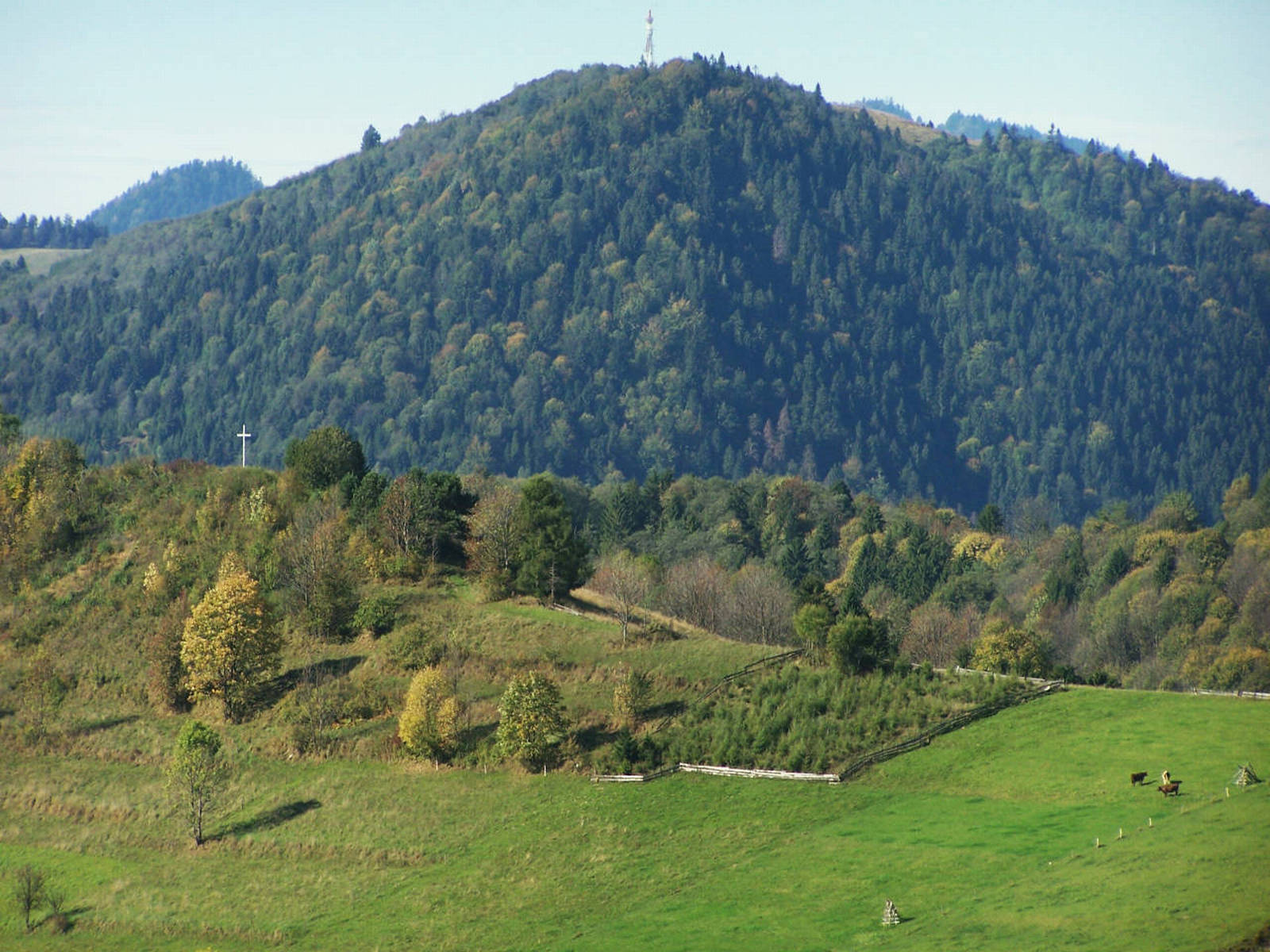
Wschodnie stoki góry Jarmuta ze sztolniami

Bania w Jarmucie, syn. Sztolnie na górze Jarmuta – pozostałości po dawnych kopalniach rudy srebra na górze Jarmuta (banią nazywano dawniej kopalnię). Znajdują się one na wschodnich zboczach jej drugiego wierzchołka – Czuprany w dolnej części góry, ponad doliną Palkowskiego Potoku, będącego dopływem Grajcarka.
Poszukiwania skarbów w tym rejonie Pienin, zwłaszcza w Wąwozie Homole i na górze Jarmuta mają długą historię. Od dawna krążyły opowieści o nieprzebranych skarbach ukrytych tutaj. Według podań już w XII w. rycerz Wydźga wydobywał gdzieś tutaj złoto. Kronikarz Jan Długosz szczegółowo opisuje, jak szukać skarbów w Wąwozie Homole. Mówiono, że magnaci Lubomirscy wzbogacili się na wydobywanych na Rusi Szlachtowskiej skarbach. Zapragnął również wzbogacić się na nich ożeniony z Marią Lubomirską Paweł Karol Sanguszko – gospodarz dóbr nawojowskich w XVIII w. Zatrudnił w tym celu fachowca górniczego Andrzeja Bittenera, Niemca z pochodzenia. Z nowego zarządcy nie była zachwycona miejscowa ludność (Rusini), która do tej pory bezkarnie pustoszyła dobra Lubomirskich, nowy zarządca zaś zaczął tu wprowadzać niemiecki „ordnung”.
Z wytypowanego przez niego na górze Jarmuta miejsca oraz w dolinie Palkowskiego Potoku zatrudnieni robotnicy zaczęli wydobywać rudę. W latach 1732–1739 wykuto sztolnie o długości kilkudziesięciu metrów. Zarządca niemiecki dał zarobić miejscowej ludności tylko przy prostych pracach – do prac górniczych i hutniczych ściągnięto górników i hutników z Saksonii i Węgier. Do przetopu rudy wybudowano z dużym nakładem środków specjalny piec. Wytop w 1739 okazał się jednak nieudany i całe przedsięwzięcie Sanguszki splajtowało. Ruda zawierała tylko niewielkie ilości srebra. Zachowała się dokumentacja tego przedsięwzięcia, stanowiąca cenny materiał dla historyków. Wiele dowiedzieć się z niej możemy o realiach życia ludności w owych czasach na tych terenach i o samej kopalni. Z kopalnią związane są legendy i ludowe opowieści. Zwiedzano ją już w 1831, a w 1921 Stanisław Małkowski sporządził szczegółowy opis geologiczny kopalni.
Sztolnia o długości 32 m w kierunku zachodnim stopniowo zagłębia się w skały, a następnie stromo w głąb na 13,5 m. Przejście tego odcinka jest trudne i niebezpieczne. Na jego końcu znajdują się dalsze podziemne korytarze o długości 35 m, czasami zalane wodą. Można na ścianach zobaczyć ślady otworów strzałowych. Do sztolni nie prowadzi żaden szlak turystyczny i jest niedostępna turystycznie. W 1995 wejście do niej zamknięto żelaznymi kratami. W 1997 decyzją Rady Gminy Szczawnica na miejscu dawnych sztolni utworzono użytek ekologiczny. Można jednak dojść tędy polną drogą i ścieżką od Doliny Palkowskiego Potoku. Po przeciwnej stronie Palkowskiego Potoku znajduje się druga sztolnia, tzw. Bania Wodna.
Bania w Jarmucie znajduje się we wsi Szlachtowa w województwie małopolskim, w powiecie nowotarskim, w gminie Szczawnica.